# وقود الهيدروجين

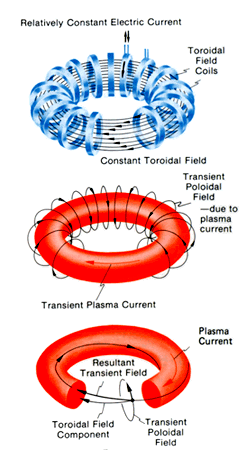
اشكال للحقل المغناطيسي في المفاعل الهيدروجيني التجريبيتوكاماك.

يجب التفرقة بين الطاقة الهيدروجينية الناتجة عن ترويض القنبلة الهيدروجينية ذات الاندماج النووي و طاقة الهيدروجين  أو تكنولوجيا الهيدروجين الناتجة عن الاتحاد الكيميائي بين الهيدروجين والأكسجين في خلايا الوقود لإنتاج التيار الكهربي.
سيكون الهيدروجين بحق الوقود الأبدي الذي لا ينفد مع مر العصور، كما أنه العنصر الوحيد الذي لا ينتج عند احتراقه أي انبعاثات ضارة للبيئة، بل إن الانبعاثات الصادرة عنه هي كل ما نسعى إليه مثل الكهرباء أو الحرارة أو الماء النقي! إننا على أعتاب انقلاب اقتصادي وسياسي جديد قوامه الهيدروجين، انقلاب سيحدث تغييرا جذريا في طبيعة الأسواق المالية والظروف السياسية والاجتماعية، تماما مثلما فعل الفحم والبخار عند بداية عصر الصناعة.
وتعني الطاقة الهيدروجينية الطاقة العظيمة الناتجة عن الاندماج النووي. بعد أن استطاع الإنسان التفجير النووي في الحرب العالمية الثانية ضد اليابان بقنبلتي هيروشيما ونجازاكي، ونجح الاتحاد السوفييتي أيضا في الوصول إلى تلك التكنولوجيا الرهيبة، بدأت الولايات المتحدة مشروع لإنتاج قنبلة أكبر من القنبلة الذرية وإنتاج القنبلة الهيدروجينية. وتسابق كل من الولايات المتحدة الأمريكية والاتحاد السوفييتي على صنع قنابل من هذا النوع أكبر. وبينما كانت قنبلة هيروشيما تقدر قوتها ب 20.000 طن من متفجر TNT، توصلت أمريكا والسوفييت إلى قنابل هيدروجينية تقدر قوتها وقدرة تدميرها بملايين الأطنان من تي إن تي.
بعد ذلك بدا التفكير في ترويض القنبلتين الذرية والهيدروجينية. ونجح الإنسان في بناء المفاعلات النووية التي تنتج الطاقة الكهربائية. وتوجد في العالم اليوم نحو 750 مفاعل لإنتاج الطاقة الكهربائية من الطاقة النووية المخزونة في اليورانيوم. وبالمثل تحاول الدول في رويض الطاقة الهيدروجينية وتسخيرها لتوليد الطاقة الكهربائية.